# Weasel (Marvel Comics)
Weasel, il cui vero nome è Jack Hammer III, è un personaggio dei fumetti, creato da Fabian Nicieza (testi) e Joe Madureira (disegni), pubblicato dalla Marvel Comics. La sua prima apparizione è in Deadpool: The Circle Chase n. 1, e la prima nelle vesti di Penetraitor risale a Cable & Deadpool n. 43.
Maestro hacker, geek ed esperto di tecnologia sofisticata, anche applicata alle armi, ha affiancato in non poche occasioni Deadpool.
Di statura e corporatura media, indossa un paio di occhiali da vista con lenti circolari e veste prevalentemente casual; ha quasi sempre una traccia di barba sul viso. Nonostante gli occasionali contrasti (come il tentativo di passare armi e bagagli al servizio di Taskmaster) e le frequenti bizzarrie del mercenario in rosso e nero, Weasel può dirsi a tutti gli effetti uno dei suoi pochi veri amici.

## Biografia del personaggio
Nel numero 11 della collana Deadpool lo sceneggiatore Joe Kelly ha rivelato che Hammer è coetaneo di Peter Parker, e come lui frequentava il Liceo Midtown nel Queens.
La sua mente brillante sembrava dovesse assicurargli un futuro promettente. Tuttavia, in un classico paradosso temporale, il giovane vede fallire il suo tentativo di farsi assumere da Norman Osborn proprio per l'intromissione di Deadpool e Blind Al, accidentalmente riportati al passato dall'avaria di un dispositivo di teletrasporto progettato dal Weasel "futuro".
L'evento lo spingerà definitivamente a fare carriera come intrusore informatico, informatore e supporto tecnologico a pagamento per conto di fuorilegge, uomini d'armi e mercenari, in tal modo riconfermando lo stato delle cose nel presente.
In una serie di storie scritte da Fabian Nicieza, Weasel resta separato da Deadpool nel corso di una missione per salvare Alex Hayden, e viene fatto prigioniero dalla cellula da cui precedentemente dipendeva Bob, Agente dell'HYDRA. Riuscito a ingraziarsi i terroristi dietro il pretesto di offrire loro i propri servigi, sviluppa un dispositivo di teletrasporto in grado di spostare grosse quantità di materia, denominato Penetraitor. L'apparente storpiatura viene spiegata quando Hammer lo usa per spedire a tradimento il personale della base a Guantanamo.
Per estensione, lo stesso nome indica anche la tuta protettiva che Weasel utilizza in congiunzione con l'apparecchiatura, e che indossa a più riprese nell'arco conclusivo di Cable&Deadpool.

## Altri media
- Weasel è interpretato da T. J. Miller nei film Deadpool e Deadpool 2.
- Weasel appare nel videogioco Marvel: La Grande Alleanza, dove collabora con i supereroi cercando di scoprire se la Vedova Nera sia o meno una doppiogiochista al servizio del Dottor Destino: uno degli obiettivi secondari del gioco consiste infatti nell'indirizzare correttamente le sue indagini. Dopo i titoli di coda, è possibile ascoltare la risoluzione di questa sottotrama.